# Kristjan Raud
Kristjan Raud, né le 22 octobre 1865 à Kirikuküla, commune de Vinni et mort le 19 mai 1943 à Tallinn, est un peintre et illustrateur estonien.

## Quelques œuvres

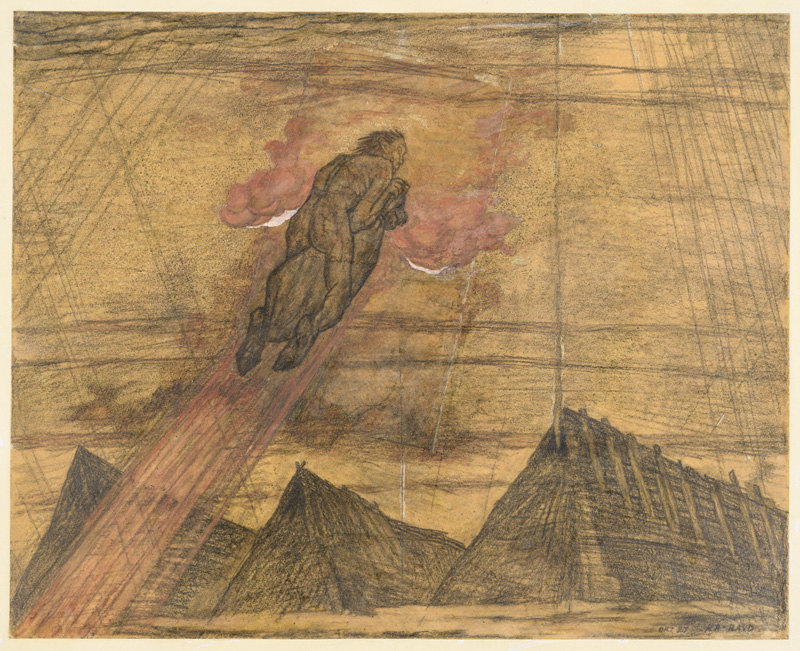
Kratt-Viija (1927)
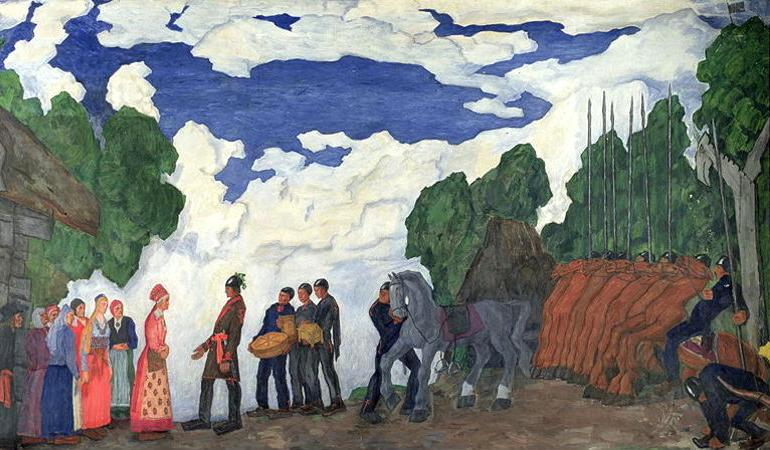
Kalev demandant en mariage (circa 1935)
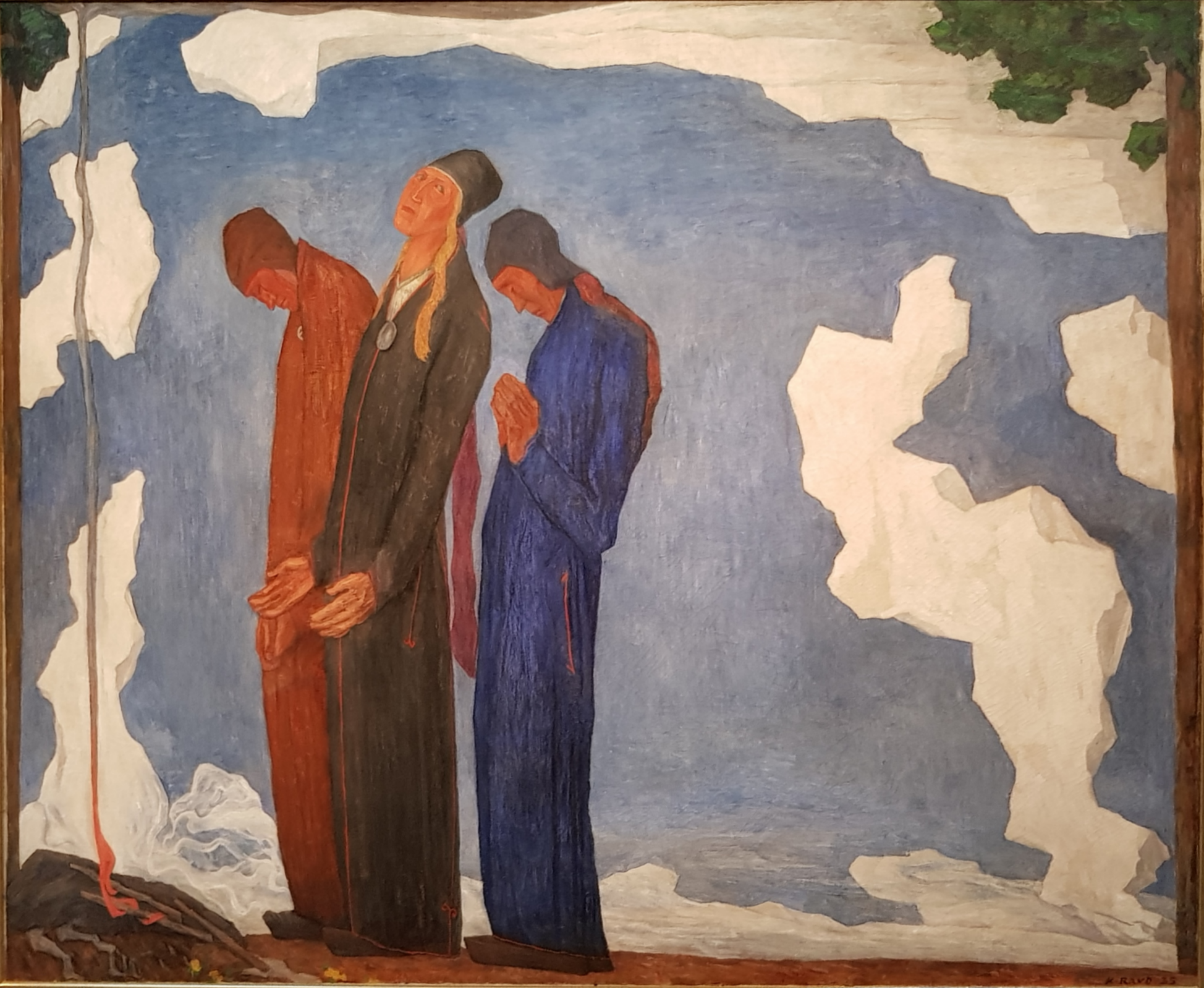
Sacrifice (1935)